# Faden-Klee
Der Faden-Klee (Trifolium dubium), auch Kleiner Klee oder Zweifelhafter Klee genannt, ist eine Pflanzenart aus der Gattung Klee (Trifolium) in der Unterfamilie der Schmetterlingsblütler (Faboideae) innerhalb der Familie der Hülsenfrüchtler (Fabaceae oder Leguminosae). Sie ist in ganz Europa weitverbreitet.

## Beschreibung

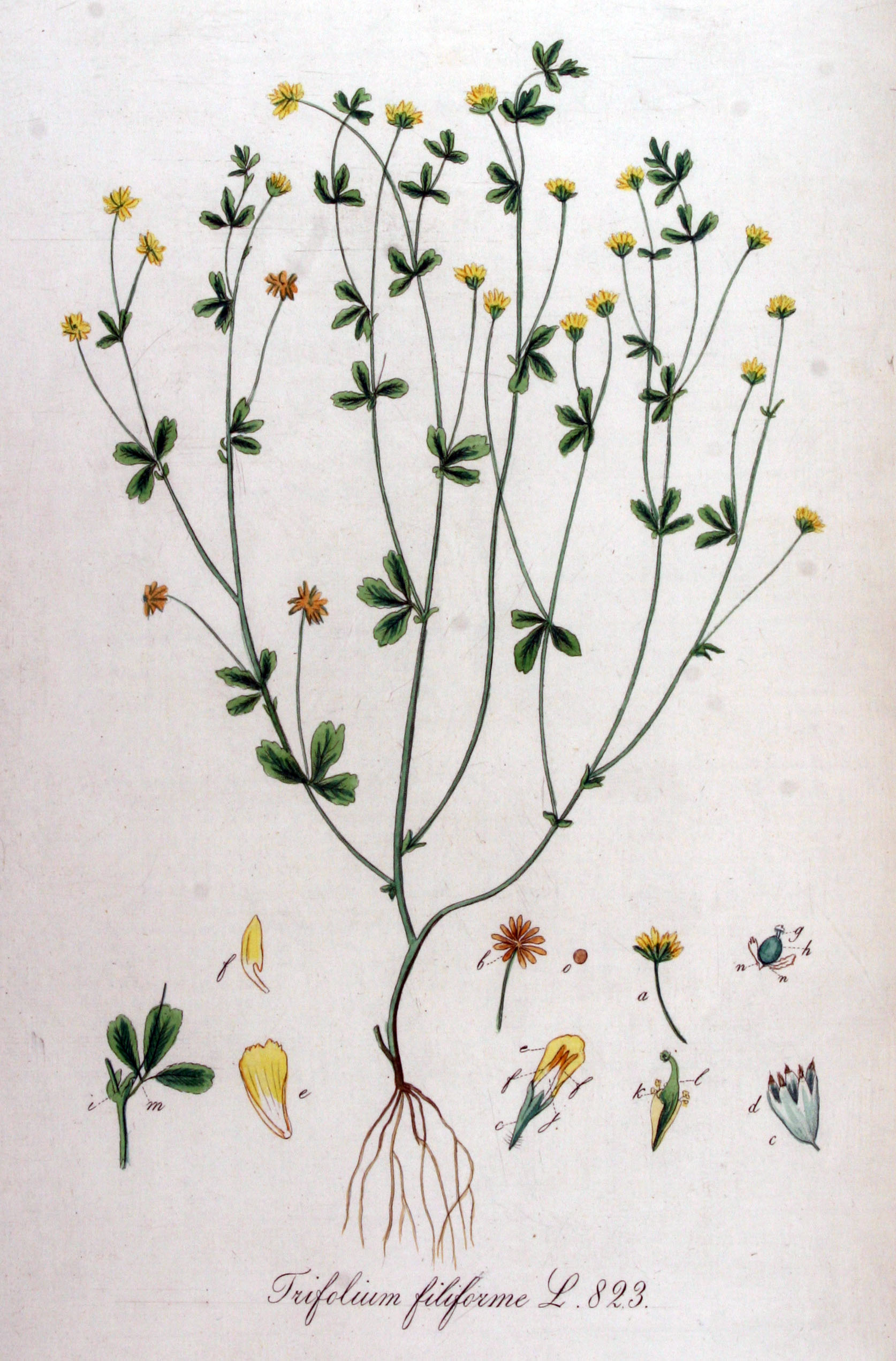
Illustration aus Flora Batava, Band 11

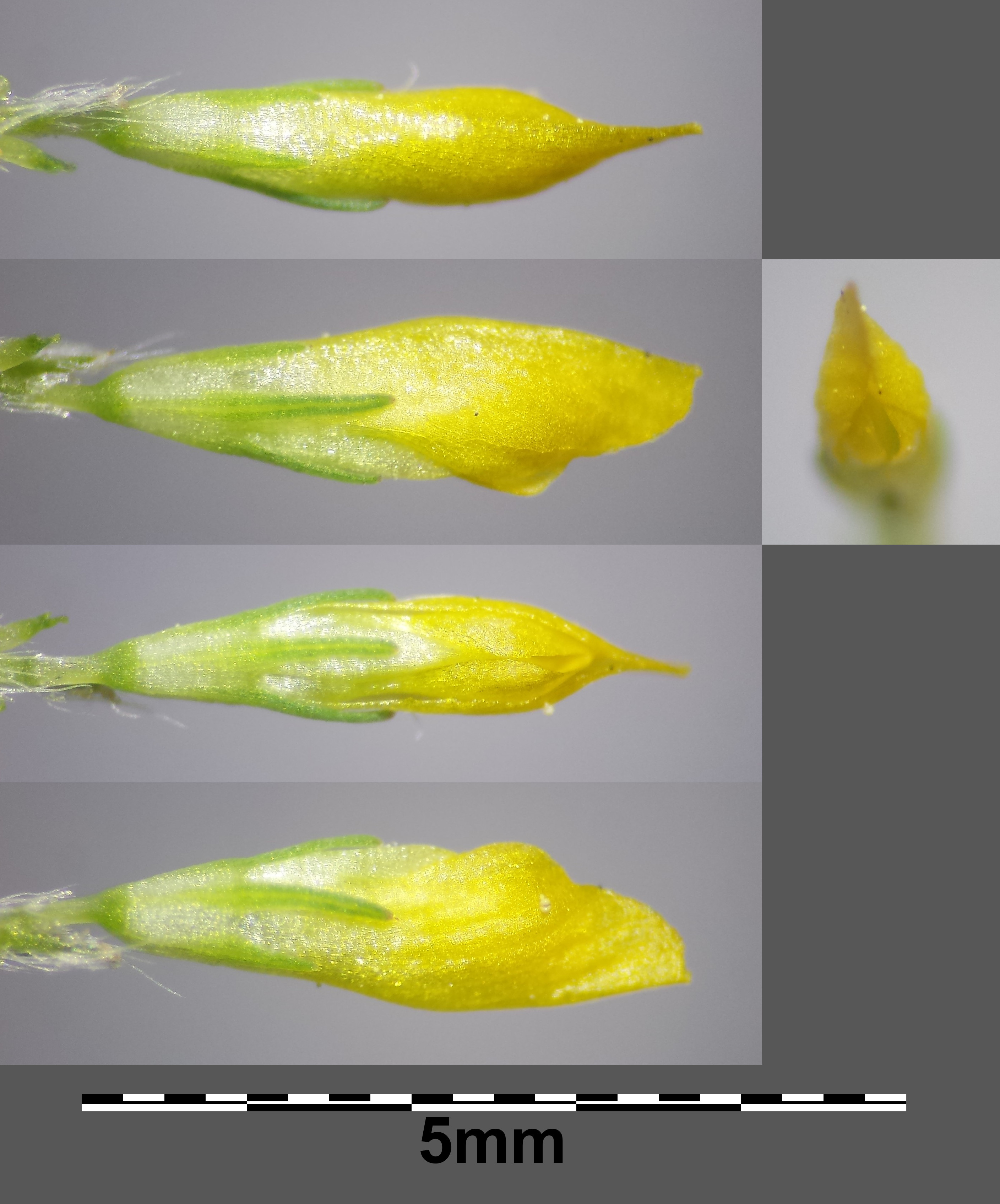
Zygomorphe Blüte im Detail

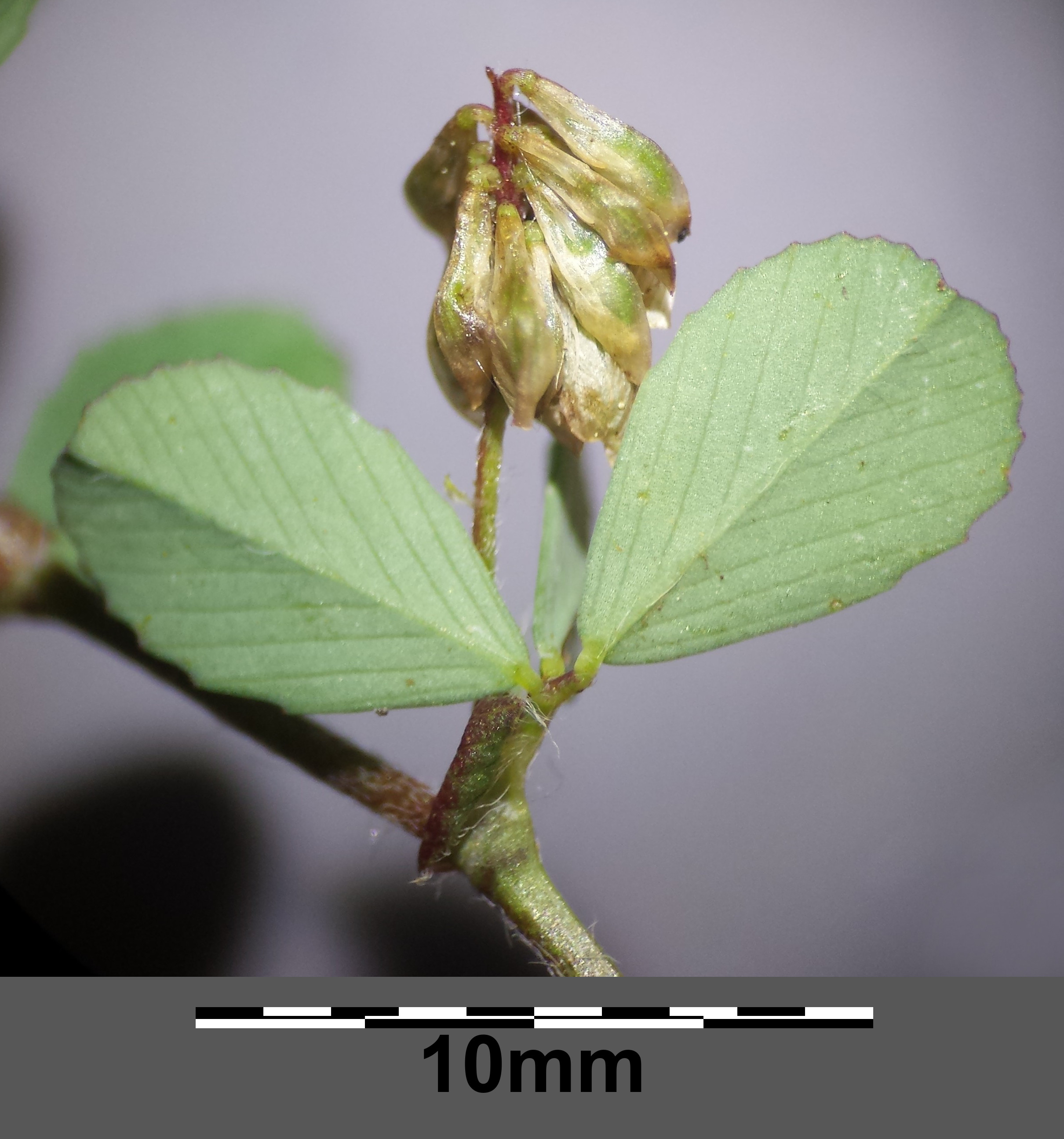
Abgeblühter Blütenstand des Faden-Klees

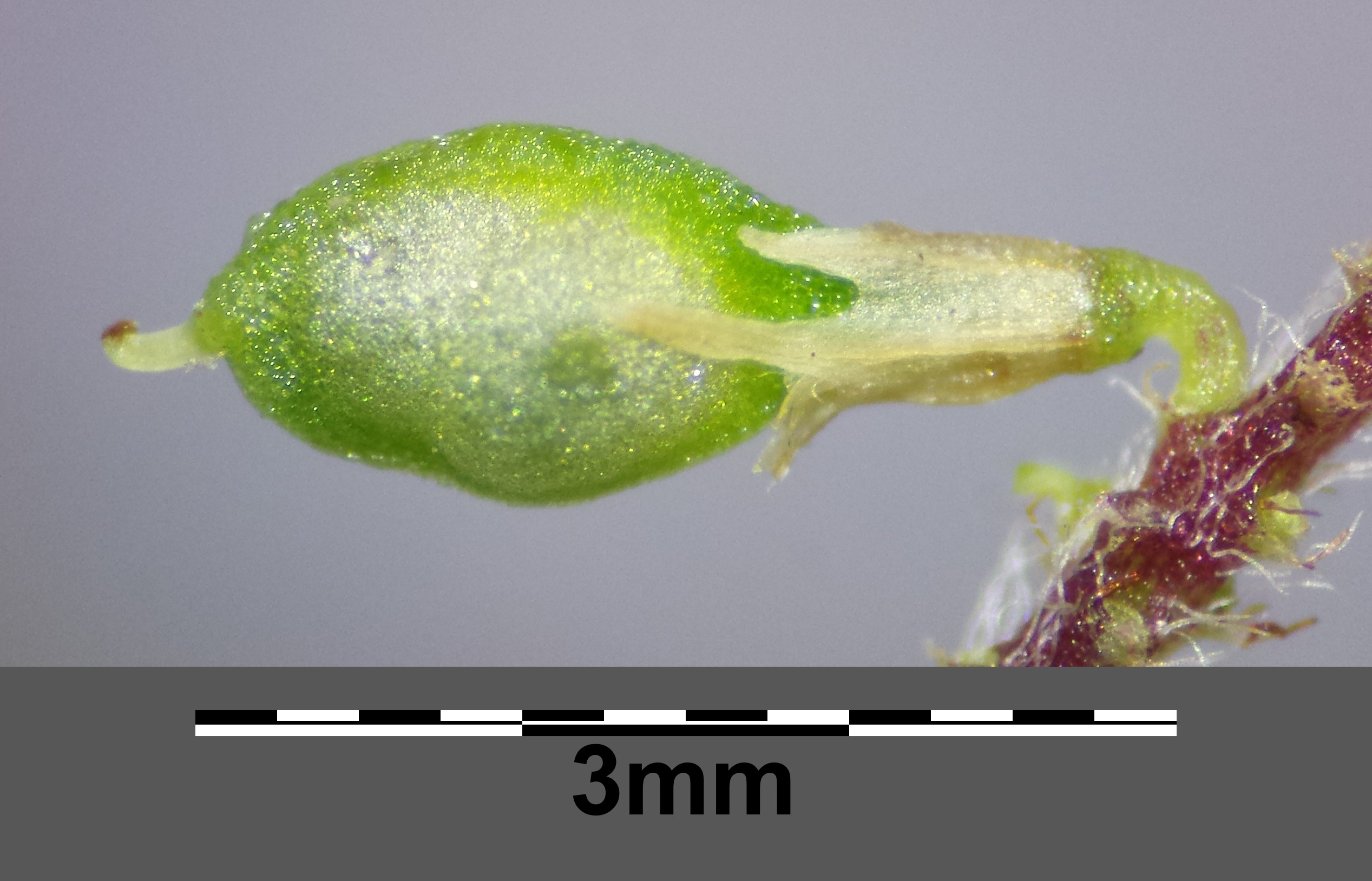
Frucht

### Erscheinungsbild und Blatt
Der Faden-Klee ist eine einjährige, krautige Pflanze, die Wuchshöhen von zwischen 20 und 40 Zentimetern erreicht. Die häufig spärlich, bräunlich behaarten Stängel stehen aufrecht oder sind niederliegend, häufig gewunden und selten verzweigt.
Die sehr kurz gestielten, wechselständigen Laubblätter sind bläulich-grün, kahl und dreiteilig. Die verkehrt-eiförmigen Fiederblättchen sind zwischen 0,8 und 1,1 Zentimeter lang und 0,4 bis 0,7 Zentimeter breit. Die Basis ist keilförmig und die Spitze ist abgerundet oder leicht gekerbt. Die obere Hälfte ist leicht gezähnt. Das endständige Teilblatt ist im Gegensatz zu den anderen langgestielt. Die krautigen, eiförmigen, spitzen Nebenblätter sind mit den Blattstielen kurz verwachsen und sind 3 bis 5 Millimeter lang.

### Generative Merkmale
Die Blütezeit reicht von Mai bis Oktober. Die Blütenstandsachsen sind fadenförmig und deutlich länger als die gegenüberliegenden Laubblätter. Die seitenständigen, traubigen Blütenstände sind bei einer Länge 8 bis 9 Millimetern und einem Durchmesser von 6 bis 7 Millimetern halbkugel- bis kugelförmig und enthalten 3 bis 20 Blüten. Die Blütenstiele (Pedicellus) sind weniger als 1 Millimeter lang und aufrecht, in der Fruchtreife dann gebogen.
Die zwittrigen Blüten sind zygomorph und fünfzählig mit doppelter Blütenhülle. Die fünf 1,5 bis 2 Millimeter langen Kelchblätter sind glockig verwachsen. Der fünfnervige und kahle Kelch endet in fünf Kelchzähnen. Die unteren Kelchzähne sind fast doppelt so lang wie die Kelchröhre, die oberen kürzer als dieser. Von den fünf gelben Kronblättern sind einige verwachsen. Während der Fruchtreife verfärben sie sich nach braun. Die Blütenkrone ist etwa 4 Millimeter hoch und besitzt die typische Form der Schmetterlingsblüte. Die Kronblätter sind eiförmig, glatt und längsgefaltet mit einem trichterförmigen Rippenbündel in jeder Hälfte. Ihr Rand ist ganz oder teilweise gezähnelt. Die Flügel sind genagelt und kürzer als bei anderen Arten der Gattung Trifolium. Von den zehn Staubblättern sind neun verwachsen und eines frei. Der oberständige Fruchtknoten ist lang gestielt und länger als der Griffel.
Die einsamige Hülsenfrucht ist 2 bis 3 Millimeter lang und 1,5 Millimeter breit. Der Griffel bleibt auch bei der Fruchtreife erhalten und füllt ein Viertel bis ein Drittel der Frucht aus. Die hellbraunen Samen sind bei einer Länge etwa 1,3 Millimetern ellipsoid. Der Samen ist sehr leicht, etwa 2.000.000 Samen wiegen ein Kilogramm.

### Chromosomensatz
Die Chromosomenzahl beträgt 2n = 16, 28 oder 32.

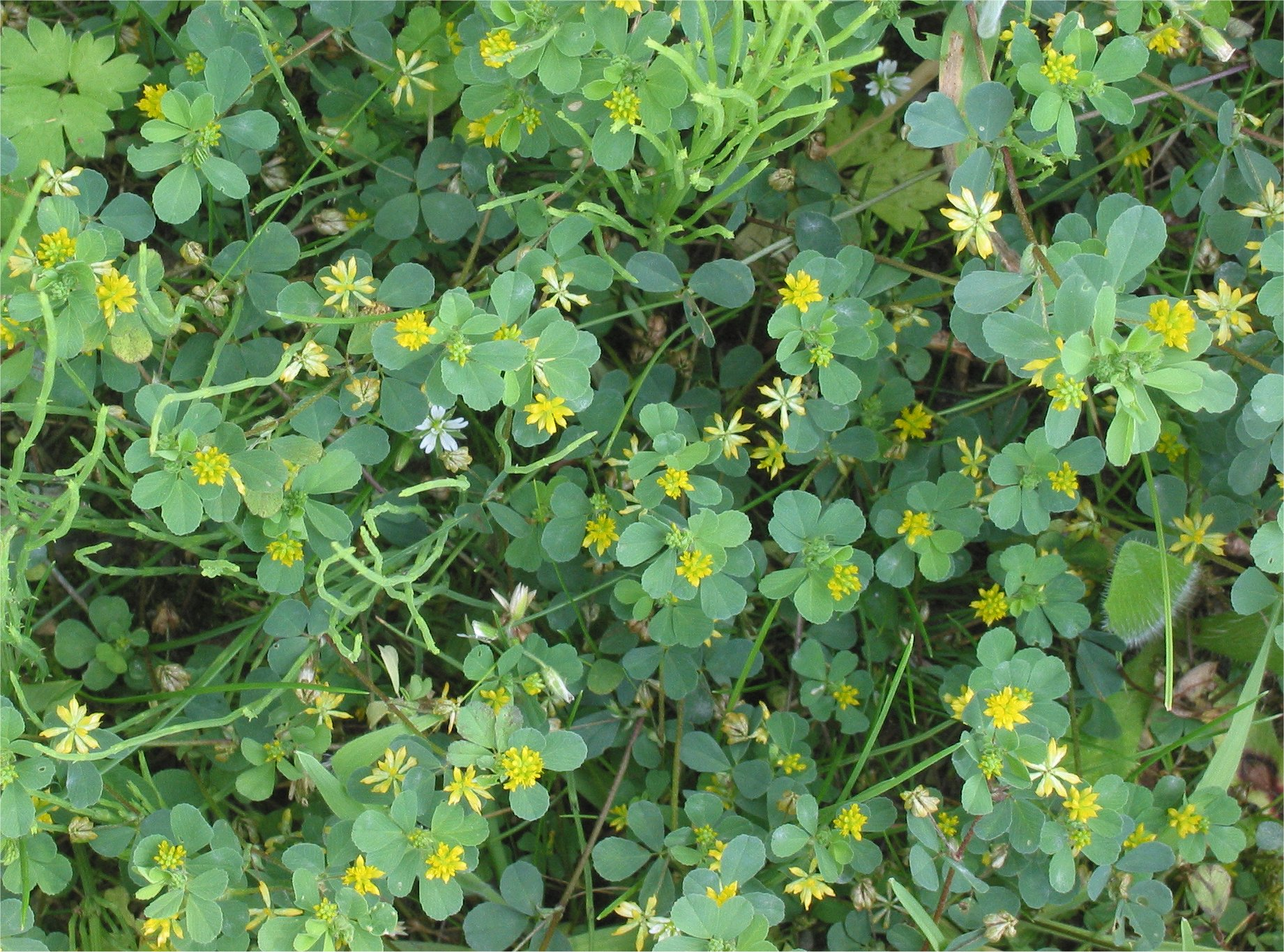
Bestand mit Habitus, Laubblätter und Blütenständen

## Ökologie
Beim Faden-Klee handelt es sich um einen mesomorphen Therophyten.
Als Bestäuber sind meist Hummeln anzutreffen.
Die Ausbreitung der Samen erfolgt meist durch den Wind (Anemochorie), öfters kommt aber auch die Ausbreitung der klettartigen Früchte vor. Die Samen bleiben über 20 Jahre keimfähig.

## Vorkommen
Der Faden-Klee ist ein europäisches Florenelement. Das Areal des Faden-Klees reicht von Portugal und Frankreich im Westen bis zum Kaukasus im Osten; nordwärts erstreckt sich sein Verbreitungsgebiet bis Skandinavien, bis zu 60° nördlicher Breite, was etwa der Höhe von Oslo entspricht. Südwärts erstreckt es sich bis in den südlichen Mittelmeerraum, wo seine Vorkommen allerdings abnehmen bis zu etwa 42° nördlicher Breite, was etwa der Höhe Roms und Skopjes entspricht. Nach Osten reicht das Verbreitungsgebiet bis in den Kaukasus und weiter nördlich etwa bis Moskau. In Europa kommt die Art in fast allen Ländern vor; sie fehlt nur in Island und Moldau und ist in Estland und Finnland nur eingeführt worden. Neophytische Vorkommen finden sich in Pakistan und an der Ostküste der Vereinigten Staaten. Auch in Marokko und in Tunesien kommt die Art vor.
In Mitteleuropa kommt er sehr häufig vor, er ist aber unauffällig, und er wird deswegen gelegentlich übersehen. Er ist in ganz Deutschland weit verbreitet.
Er besiedelt in Mitteleuropa Fettwiesen, Weiden (häufig an Rändern) und Gartenrasen. Er steigt in den Alpen örtlich über 1500 Metern auf. In Graubünden bei Arosa wurde er sogar noch in einer Höhenlage von 1770 Metern beobachtet. Der Faden-Klee gedeiht am besten auf humosen, lehmigen Böden, die im Übrigen kalkarm oder kalkhaltig, mager oder nährstoffreich sein können, vornehmlich auf sandigen Böden. Er hat seinen Verbreitungsschwerpunkt in Pflanzengesellschaften des Verbands Arrhenatherion, doch kommt er auch in Pflanzengesellschaften des Verbands Cynosurion und seltener des Verbands Polygono-Trisetion vor.
Die ökologischen Zeigerwerte nach Landolt et al. 2010 sind in der Schweiz: Feuchtezahl F = 2+w+ (frisch aber stark wechselnd), Lichtzahl L = 4 (hell), Reaktionszahl R = 3 (schwach sauer bis neutral), Temperaturzahl T = 3+ (unter-montan und ober-kollin), Nährstoffzahl N = 3 (mäßig nährstoffarm bis mäßig nährstoffreich), Kontinentalitätszahl K = 3 (subozeanisch bis subkontinental).

## Taxonomie
Die Erstveröffentlichung von Trifolium dubium erfolgte 1794 durch John Sibthorp in Flora Oxoniensis, S. 231. Synonyme für Trifolium dubium Sibth. sind: Trifolium minus Sm., Trifolium filiforme subsp. dubium (Sibth.) Gams, Trifolium procumbens L. p. p., nom. ambig. Linné hatte 1753 die Art in Species Plantarum Band 2 noch unter anderem mit Trifolium campestre als Trifolium filiforme vermengt.

## Verwendung
Faden-Klee enthält als Futterpflanze sehr viel Energie und wird gerne gefressen. Wegen hoher Saatgutkosten und geringem Aufwuchs spielt er in der Landwirtschaft aber keine Rolle. Mit Faden-Klee lässt sich maximal ein Ertrag von einer Tonne pro Hektar erzielen.
Der Faden-Klee hat medizinischen Nutzen, er ist blutungsstoppend, wenn ein Brei aus zerkleinerten Blättern auf Wunden aufgetragen wird.

## Ähnliche Art
Der Fadenklee ist im Habitus dem Hopfenklee (Medicago lupulina) sehr ähnlich. Während jedoch beim Hopfenklee der Kelch behaart ist, ist er beim Fadenklee kahl.